# Antoni Musa
Antoni Musa (en llatí Antonius Musa) va ser un famós metge romà del segle i. Era germà d'Euforb, el metge del rei Juba II. Musa va ser el metge personal de l'emperador August. Segons Dió Cassi era originalment un llibert.
August estava malalt el 23 aC i cap metge el sabia curar i l'havien agreujat per un règim de menjars i banys calents. Musa ho va aconseguir a base de banys d'aigua freda i begudes fredes. En recompensa va rebre d'August i del Senat una gran suma de diners i el dret de portar un anell d'or i se li va erigir una estàtua per subscripció pública, al costat de la d'Esculapi. El seu tractament lògicament no funcionava sempre, i va fallar amb Marc Claudi Marcel que va morir atès per Musa, al cap de poc mesos de la recuperació d'August.
Va escriure diverses obres de farmàcia que són esmentades sovint per Galè. La majoria dels escrits s'han perdut però es conserven dos petits tractats que li són atribuïts encara que és molt dubtosa la seva autoria: "De Herba Betonica" i "Instructio de Bona Valetudine Conservanda". Se suposa que Virgili el va descriure a l'Eneida sota el nom de Iàpix, el metge que cura Eneas.